# Luigi Delneri
Luigi Delneri (23 de Agosto de 1950 em Aquileia) é um treinador e ex-futebolista italiano que atuava como meio-campista. Atualmente está sem clube.

## Carreira
Del Neri começou a sua carreira de treinador na Série D italiana. Sua performance foi aumentando em apenas três anos.
Posteriormente, tornou-se conhecido na Europa pelo Chievo Verona. Em 2004 assumiu o comando do FC Porto, após a saída de José Mourinho, sendo interrompido muito rapidamente durante o início da temporada, após desentendimentos com diretores do clube, deixando o clube português para assumir a Roma, depois assumindo o Palermo.
No início da temporada 2006-2007, foi para o Chievo e mais tarde se tornou treinador da Atalanta, onde permaneceu duas temporadas.
Em 1 de Junho de 2009, acertou com a Sampdoria, para assumir o comando, onde levou o clube a um surpreendente quarto lugar, com recursos financeiros limitados. No ano seguinte, asssume a Juventus, ficando por pouco tempo e em 22 de outubro de 2012, assume o comando do Genoa.

## Títulos
Nocerina
- Lega Pro - Serie C2: 1994-95

Ternana
- Lega Pro - Serie C2: 1996-97